# Laothoe populeti
Laothoe populi là một loài bướm đêm thuộc họ Sphingidae. Loài này hiện diện khắp miền Cổ bắc và Cận Đông và là một trong những thành viên phố biến nhất của họ này trong khu vực.
Đây là loài bướm đêm lớn với sải cánh 70–100 mm..
Loài này qua mùa đông dưới dạng nhộng.

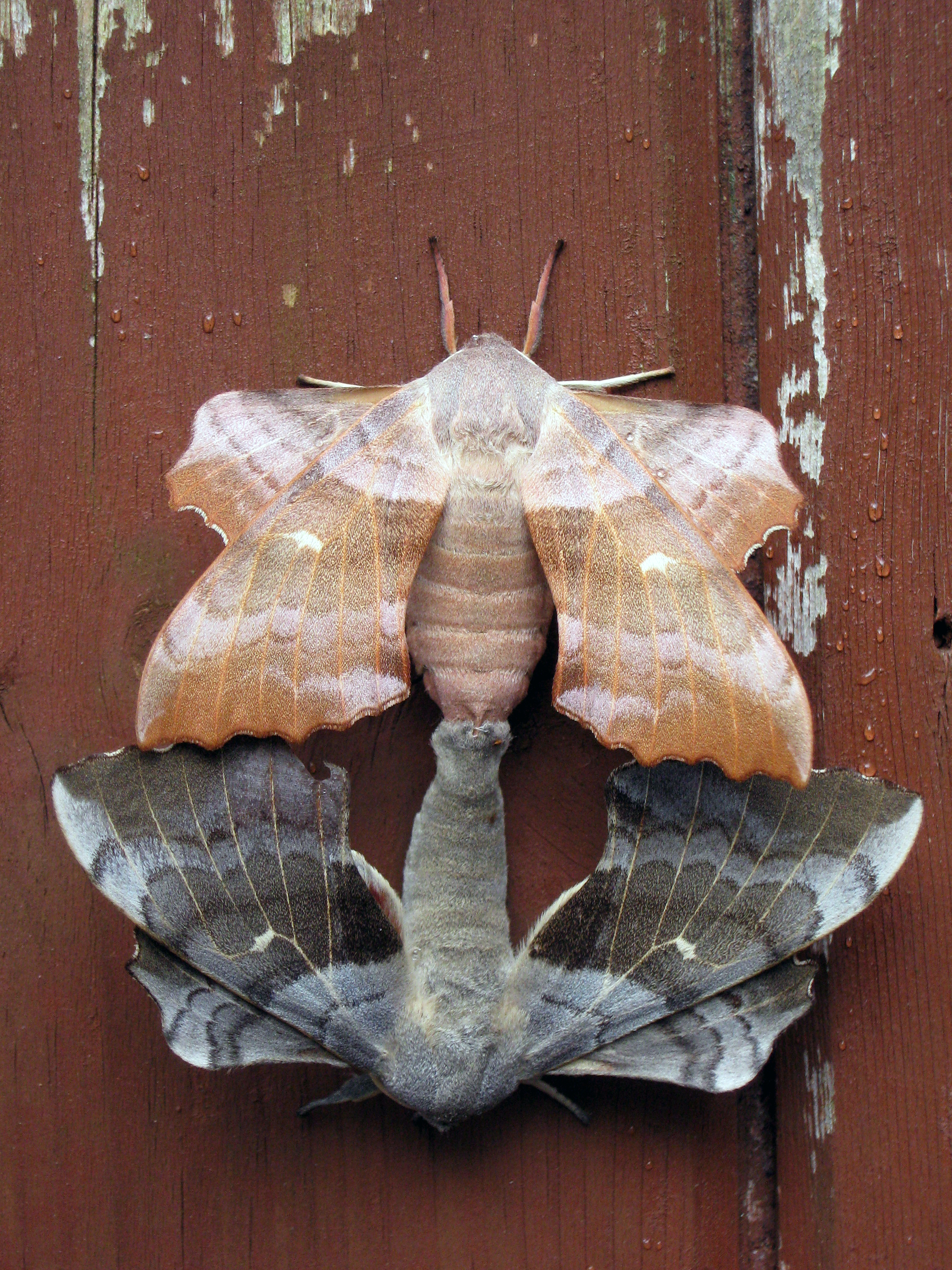
Cặp bướm đang giao phối cho thấy biến thể màu của Laothoe populi

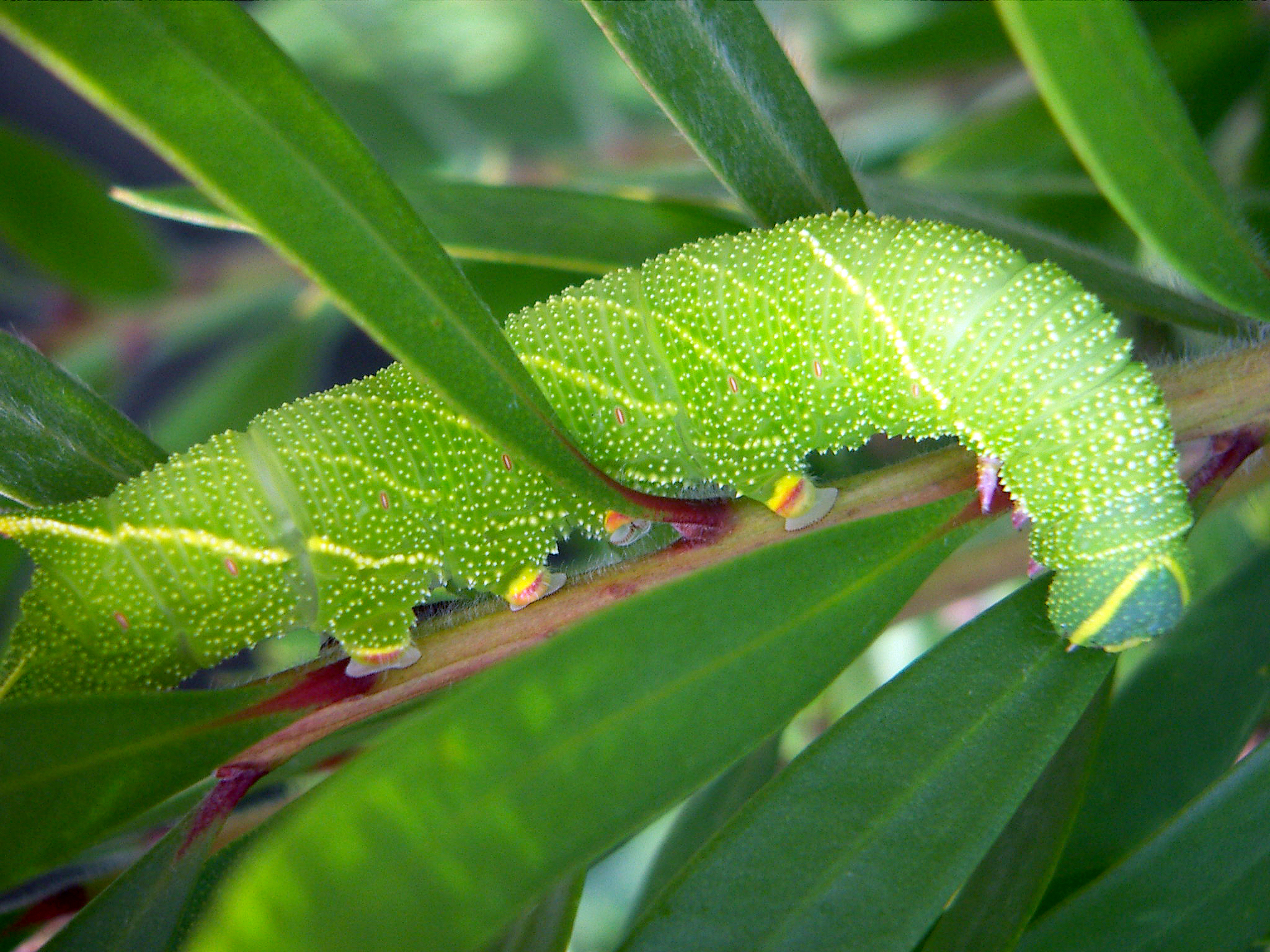
Sâu bướm

Nó chủ yếu ăn dương và aspen nhưng đôi khi ăn alder, táo tây, bạch dương, du, sồi và ash.

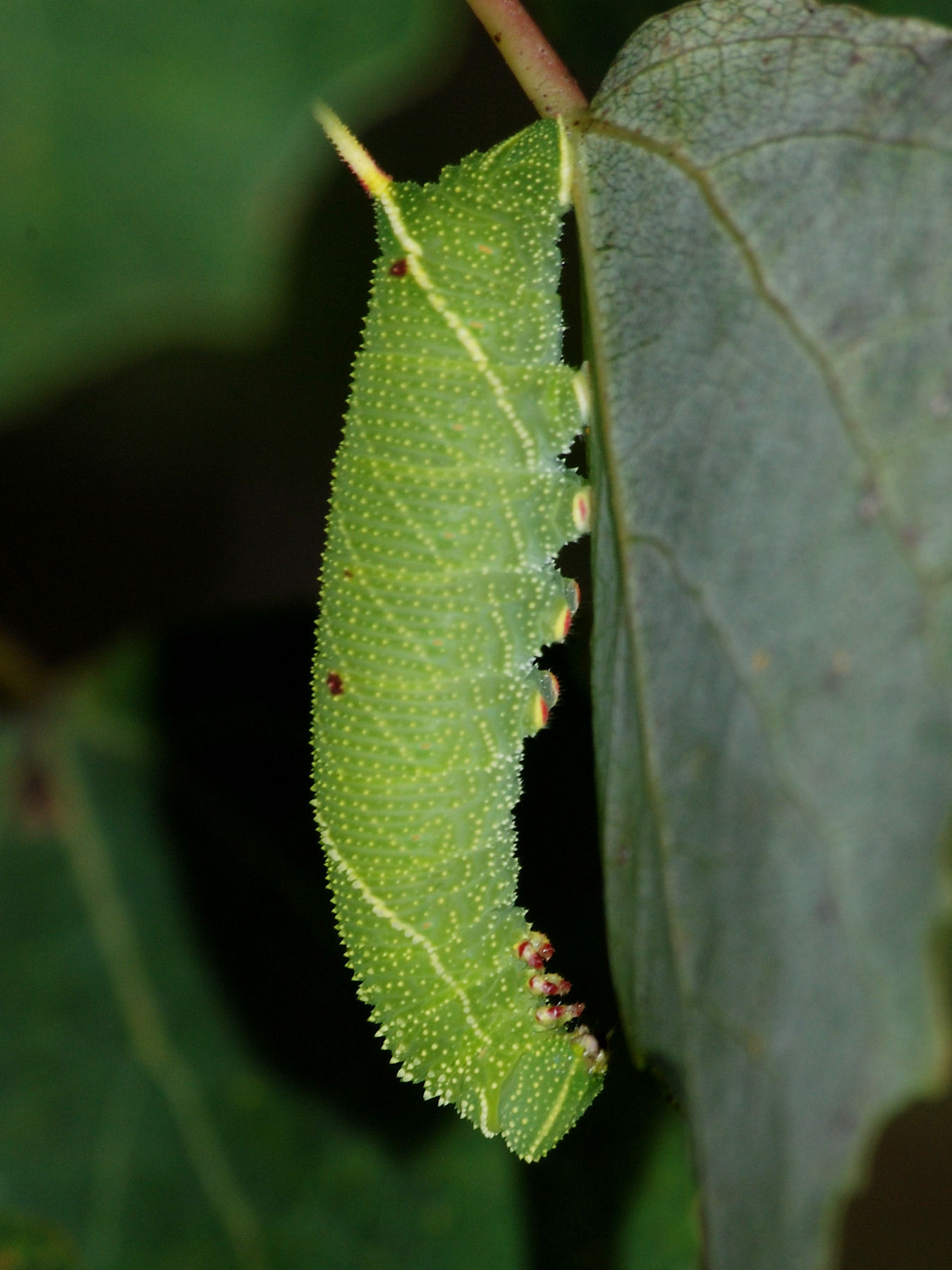
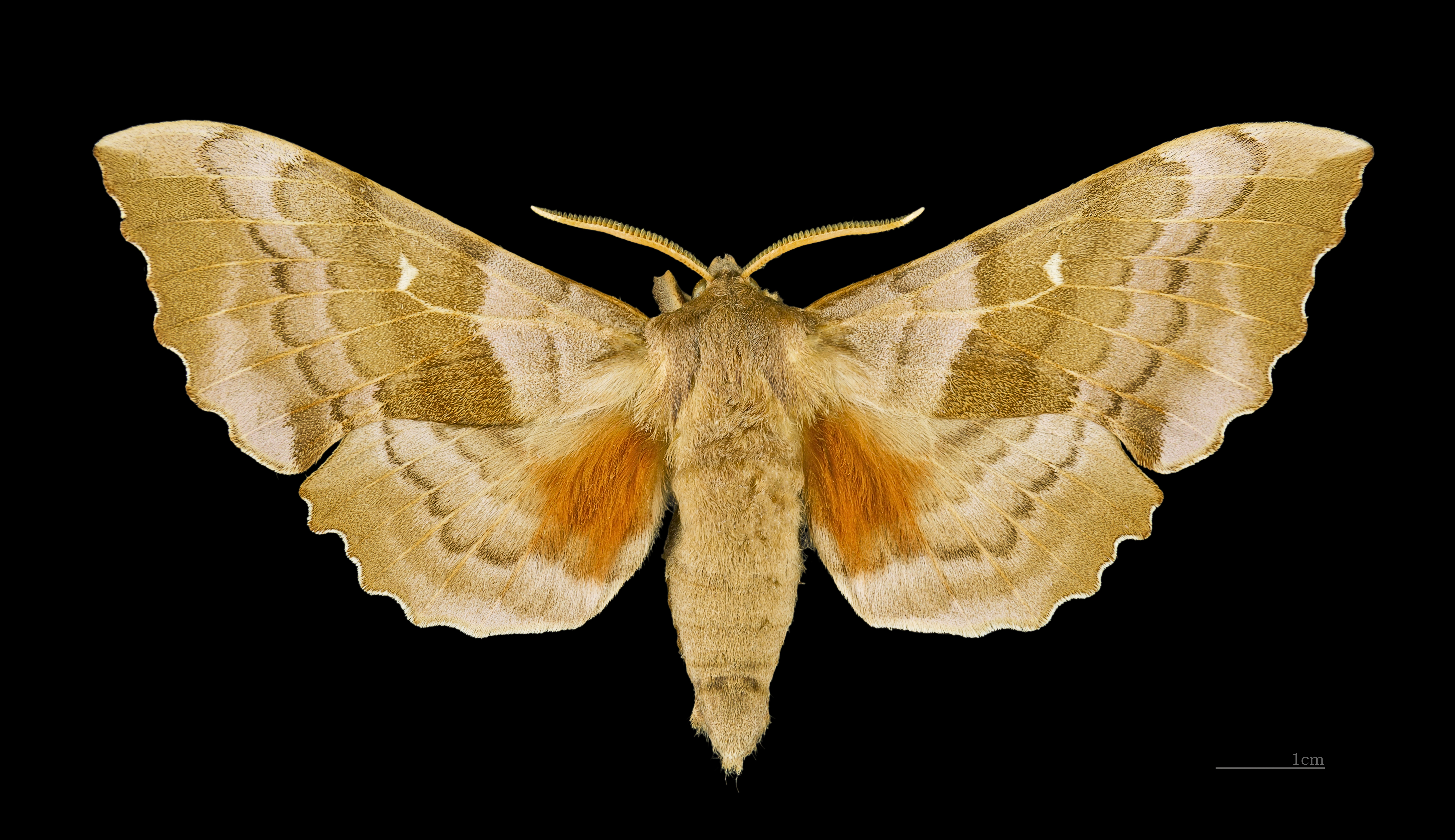
♂
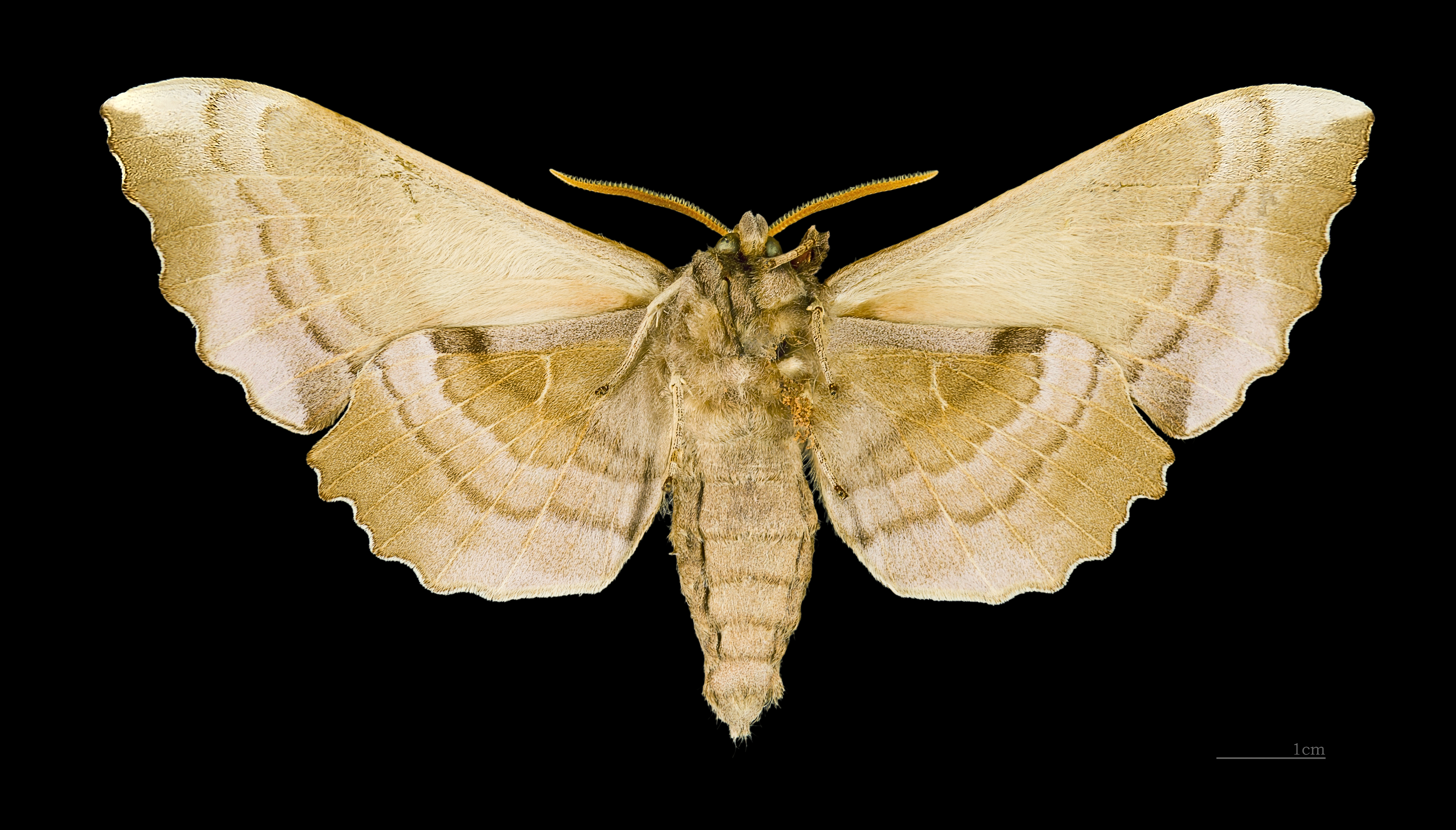
♂ △
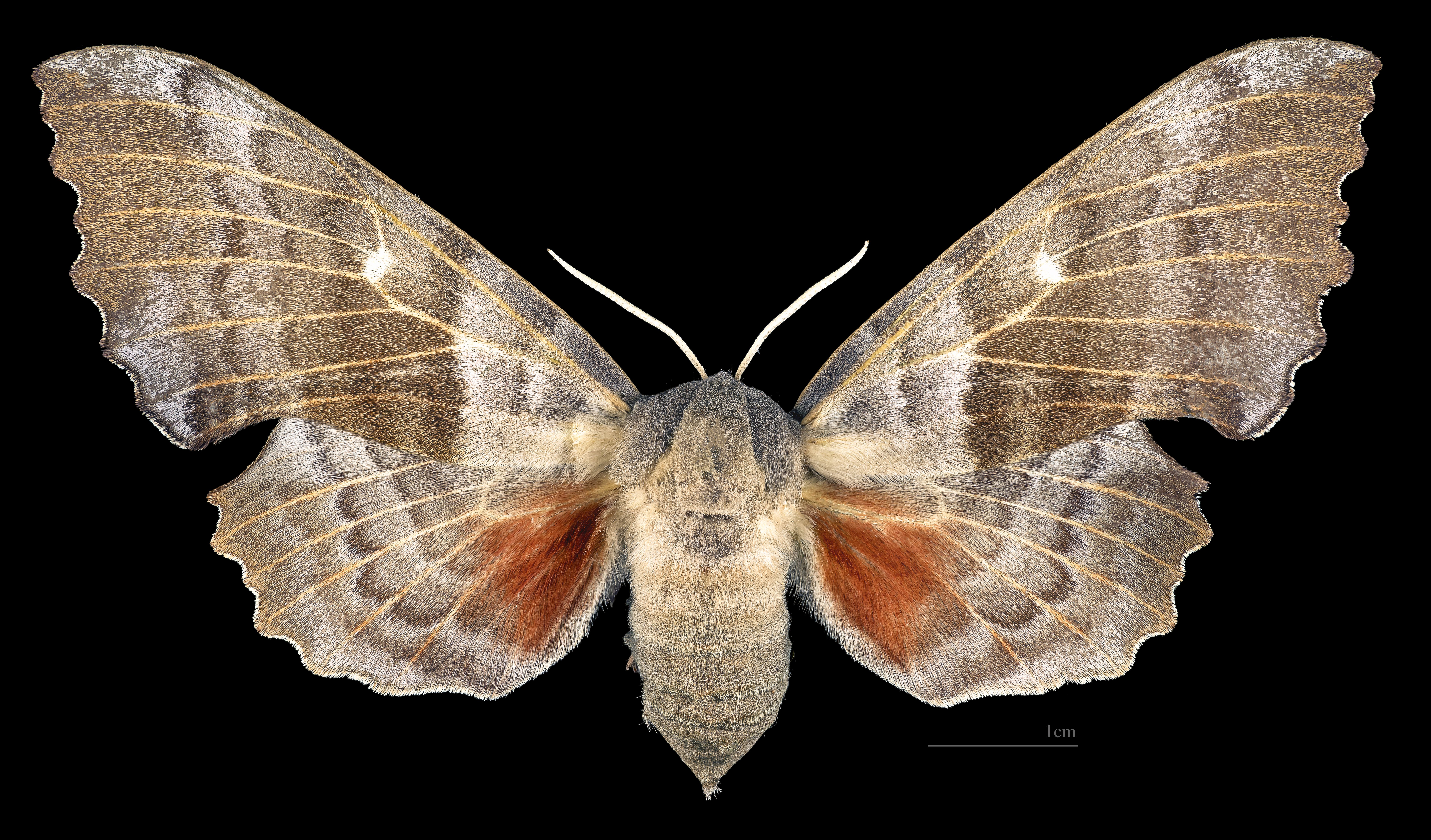
♀
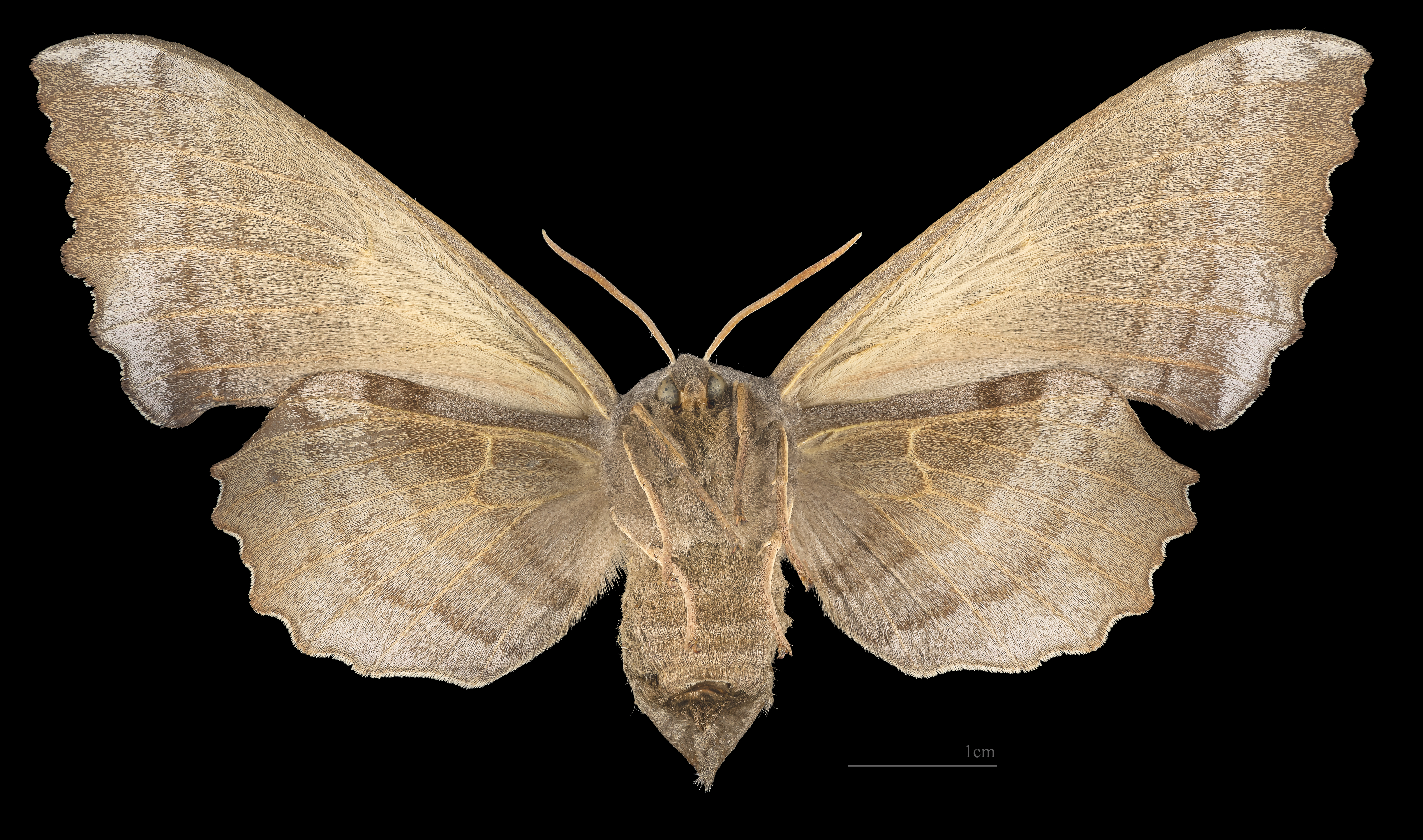
♀ △
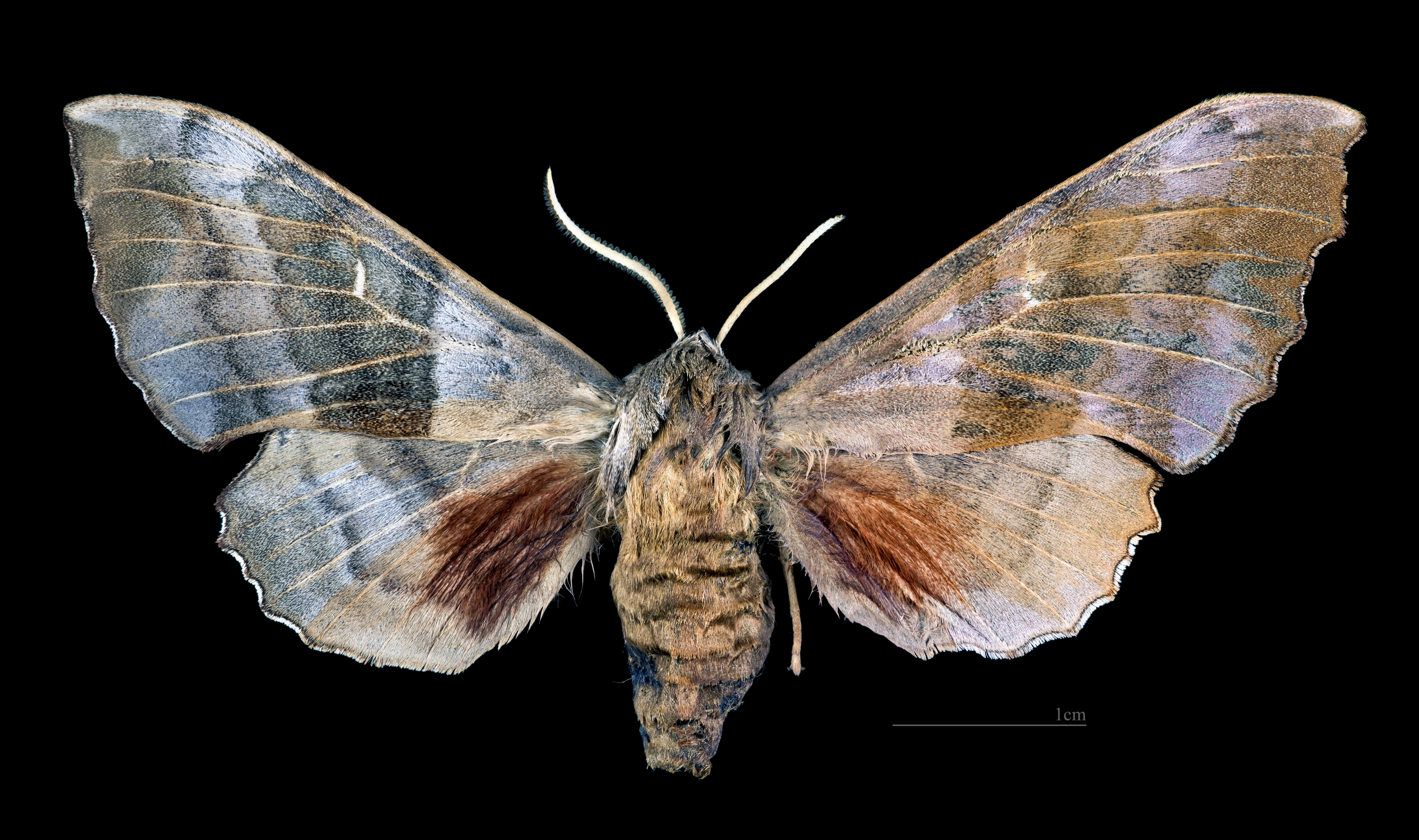
♂ ♀
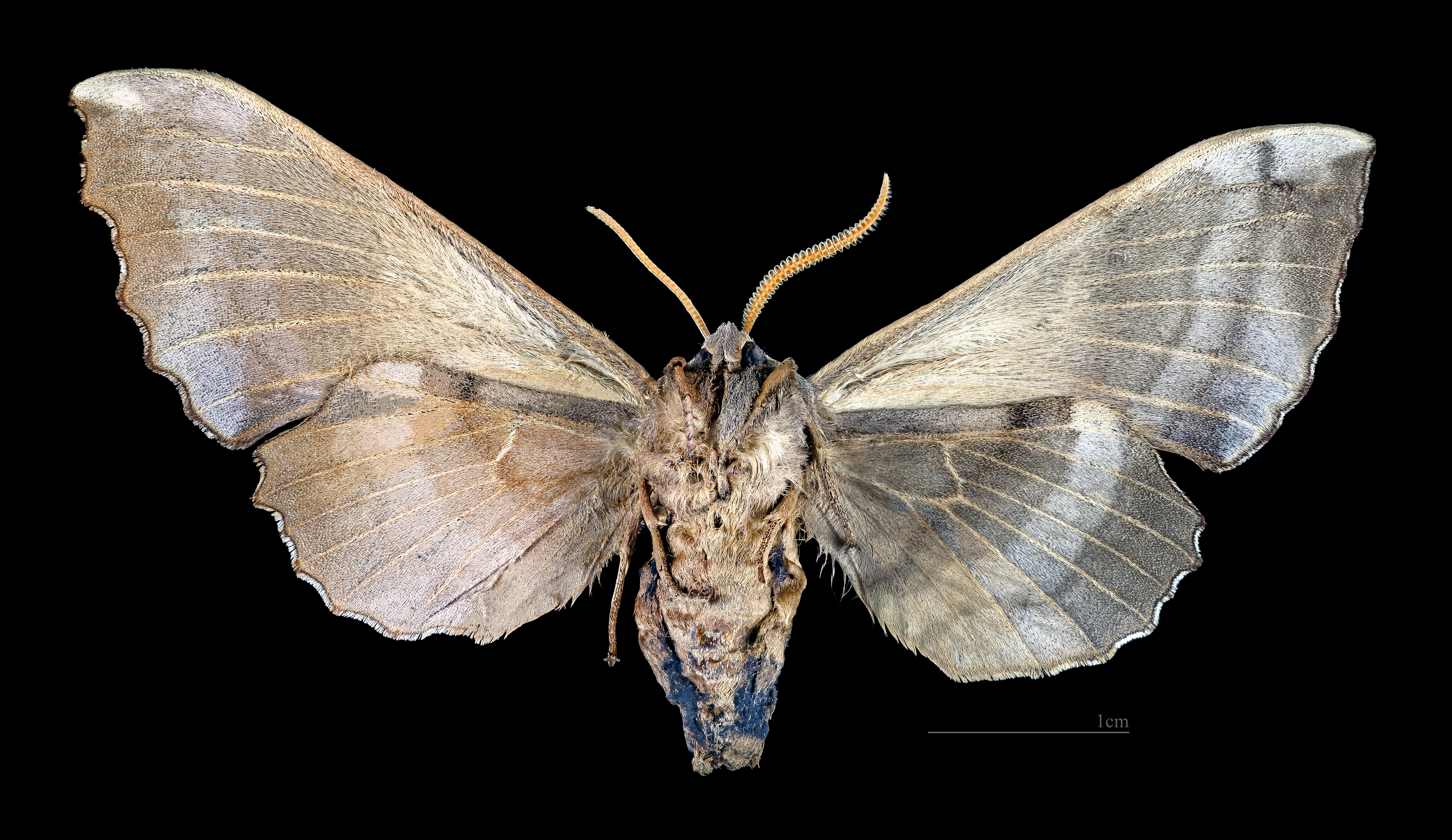
♂ ♀ △

## Phụ loài
- Laothoe populi populi
- Laothoe populi lappona (Rangnow, 1935)